# Cydistomyia atrata
Cydistomyia atrata är en tvåvingeart som beskrevs av Burger 1995. Cydistomyia atrata ingår i släktet Cydistomyia och familjen bromsar.
Artens utbredningsområde är Nya Kaledonien. Inga underarter finns listade i Catalogue of Life.